# Моргантаун (округ Адамс, Міссісіпі)
Моргантаун (англ. Morgantown) — переписна місцевість (CDP) в США, в окрузі Адамс штату Міссісіпі. Населення — 1334 особи (2020).

## Географія
Моргантаун розташований за координатами 31°34′30″ пн. ш. 91°21′8″ зх. д. / 31.57500° пн. ш. 91.35222° зх. д. (31.575040, -91.352126).  За даними Бюро перепису населення США в 2010 році переписна місцевість мала площу 2,12 км², уся площа — суходіл.

## Демографія
Згідно з переписом 2010 року, у переписній місцевості мешкало 1412 осіб у 545 домогосподарствах у складі 390 родин. Густота населення становила 666 осіб/км².  Було 590 помешкань (278/км²).
Расовий склад населення:
| - 58,8 % — чорних або афроамериканців - 37,1 % — білих - 0,7 % — корінних американців - 0,6 % — азіатів - 1,8 % — осіб інших рас |

До двох чи більше рас належало 1,1 %. Частка іспаномовних становила 2,5 % від усіх жителів.
За віковим діапазоном населення розподілялося таким чином: 25,7 % — особи молодші 18 років, 57,9 % — особи у віці 18—64 років, 16,4 % — особи у віці 65 років та старші. Медіана віку мешканця становила 39,4 року. На 100 осіб жіночої статі у переписній місцевості припадало 82,2 чоловіків;  на 100 жінок у віці від 18 років та старших — 80,2 чоловіків також старших 18 років.
Середній дохід на одне домашнє господарство  становив 38 596 доларів США (медіана — 34 145), а середній дохід на одну сім'ю — 43 866 доларів (медіана — 38 567). За межею бідності перебувало 23,1 % осіб, у тому числі 41,0 % дітей у віці до 18 років та 13,0 % осіб у віці 65 років та старших.
Цивільне працевлаштоване населення становило 460 осіб. Основні галузі зайнятості: освіта, охорона здоров'я та соціальна допомога — 31,7 %, публічна адміністрація — 12,2 %, науковці, спеціалісти, менеджери — 10,9 %, роздрібна торгівля — 10,0 %.